# Kanton Saint-Rémy
Der Kanton Saint-Rémy ist seit 2015 ein französischer Wahlkreis im Arrondissement Chalon-sur-Saône, im Département Saône-et-Loire und in der Region Bourgogne-Franche-Comté. Sein Hauptort ist Saint-Rémy.

## Gemeinden
Der Kanton besteht aus neun Gemeinden mit insgesamt 22.189 Einwohnern (Stand: 1. Januar 2022) auf einer Gesamtfläche von 94,10 km²:
| Gemeinde               | Einwohner 1. Januar 2022 | Fläche km² | Dichte Einw./km² | Code INSEE | Postleitzahl |
| ---------------------- | ------------------------ | ---------- | ---------------- | ---------- | ------------ |
| Épervans               | 1.642                    | 12,50      | 131              | 71189      | 71280        |
| La Charmée             | 680                      | 13,95      | 49               | 71102      | 71100        |
| Lux                    | 1.902                    | 6,18       | 308              | 71269      | 71100        |
| Marnay                 | 534                      | 5,08       | 105              | 71283      | 71240        |
| Saint-Loup-de-Varennes | 1.249                    | 8,32       | 150              | 71444      | 71240        |
| Saint-Marcel           | 6.211                    | 10,17      | 611              | 71445      | 71380        |
| Saint-Rémy             | 6.476                    | 10,38      | 624              | 71475      | 71100        |
| Sevrey                 | 1.208                    | 8,44       | 143              | 71520      | 71100        |
| Varennes-le-Grand      | 2.287                    | 19,08      | 120              | 71555      | 71240        |
| Kanton Saint-Rémy      | 22.189                   | 94,10      | 236              | 7127       | –            |